# Thomas Winter (Polospieler)
Thomas Winter (* 21. Dezember 1968 in Dar es Salaam/Tansania) ist mit einem Handicap von +3 Deutschlands bester Polospieler (Stand 2020).
Winter ist professioneller Polospieler und einer der wenigen Deutschen, die in Großbritannien eine Ausbildung zum Instructor Grade I absolviert haben – eine Qualifikation, die von der Hurlingham Polo Association (HPA) abgenommen wird und die legitimiert, zu unterrichten und Spieler auszubilden.
Thomas Winter betreibt in Hamburg eine Poloschule.

## Erfolge
Thomas Winter hat viele Erfolge in allen drei Spielklassen (Low Goal, Medium Goal, High Goal) erspielt. Er wurde bei den zweiten Polo-Europameisterschaften 1995 in Antwerpen (Belgien) mit dem deutschen Team Vize-Europameister und war dabei Kapitän der deutschen Nationalmannschaft. 2003 wurde er Weltmeister im Elefantenpolo. Er ist 2. Vizepräsident des Deutschen Poloverbands (DPV) und außerdem sportlicher Berater von Polo +10, dem Magazin des Deutschen Poloverbands.